# Kenefic (Oklahoma)
Kenefic est une ville du comté de Bryan, dans l'État d'Oklahoma, aux États-Unis,. En 2020, elle compte une population de 147 habitants.

## Démographie
Lors du recensement de 2020, la ville comptait une population de 147 habitants.